# Tử hình ở Cuba

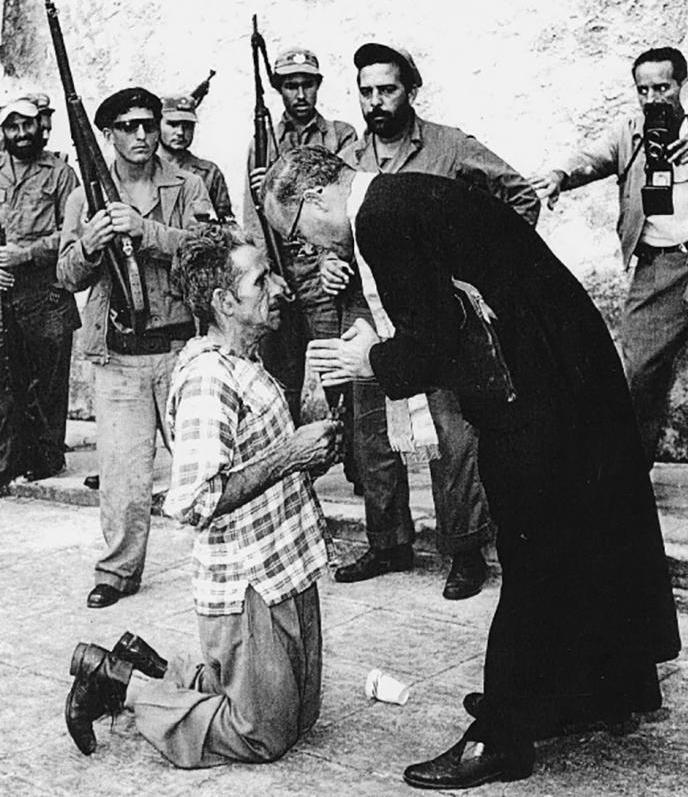
Hình ảnh minh họa (Last rites of Jose Rodriguez)

Tử hình là một hình phạt hợp pháp ở Cuba, tuy nhiên nó hiếm khi được sử dụng. Các vụ hành quyết cuối cùng xảy ra vào năm 2003. Luật pháp quốc gia này quy định áp dụng hình phạt tử hình đối với tội giết người, đe dọa giết người, hiếp dâm, khủng bố, ăn cướp, cướp biển, buôn bán và sản xuất ma túy, gián điệp và phản quốc. Phương pháp thường dùng để hành quyết là xử bắn.

## Tổng quan
Hiến pháp Cuba năm 1940 đã cấm hình phạt tử hình đối với các vi phạm thời bình, nhưng hình phạt đã chính thức được phục hồi bởi luật pháp cũng như trong thực tế sau Cách mạng Cuba năm 1959. Vài nguồn cho thấy nhiều hơn nữa số lượng tù nhân bị xử tử kể từ năm 1959, so với số liệu thống kê chính thức. Các vụ xử tử cuối cùng diễn ra vào tháng 12 năm 2010.
Các vụ hành quyết được ghi nhận gần đây nhất là vào ngày 11 tháng 4 năm 2003. Vụ án liên quan đến ba người đàn ông bị kết tội cướp một chiếc phà ở Regla. Vụ cướp xảy ra vào ngày 4 tháng 4 năm 2003. Trong vụ việc, các nguyên đơn bị cáo buộc đã đe dọa giết hành khách, yêu cầu cung cấp đủ nhiên liệu để họ tẩu thoát đến Hoa Kỳ.
Năm 2010, hầu hết các tử tù còn lại ở Cuba đều được giảm án. Cho đến nay, không có bản án tử hình nào được đưa ra.